# Ex-Factor
"Ex-Factor" es una canción de la cantante estadounidense Lauryn Hill para su álbum debut como solista, The Miseducation of Lauryn Hill (1998). Escrita y producida por la propia Hill, la canción incorpora elementos de R&B, neo soul y hip hop soul. Presenta un sample de "Can It Be All So Simple" de Wu-Tang Clan, por lo que los compositores de esa canción también están acreditados. Se ha afirmado que la canción trata sobre Wyclef Jean, excompañero de Lauryn Hill en el grupo Fugees. Fue lanzada como el segundo sencillo de The Miseducation of Lauryn Hill el 14 de diciembre de 1998 por Ruffhouse Records y Columbia Records.
Tras su lanzamiento, "Ex-Factor" recibió elogios generalizados por parte de la crítica. The song peaked at number 21 on the US Billboard Hot 100 and at number seven on the Hot R&B/Hip-Hop Songs. A nivel internacional, alcanzó los cinco primeros puestos en Islandia y el Reino Unido. Ganó el premio al Mejor Sencillo de R&B/Soul Femenino en los Soul Train Music Awards de 2000. La revista Spin la nombró el tercer mejor sencillo de 1999. En 2020, The Ringer la posicionó en el puesto 18 de las mejores canciones de ruptura de todos los tiempos.

## Música y letra
"Ex-Factor" fue escrita y producida por Lauryn Hill. Presenta samples de "Can It Be All So Simple" de Wu-Tang Clan, la cual a su vez samplea la versión de Gladys Knight & the Pips de "The Way We Were" de Barbra Streisand, escrita por Alan y Marilyn Bergman y Marvin Hamlisch. En consecuencia, Wu-Tang Clan, los Bergman y Hamlisch también figuran como compositores de "Ex-Factor".
"Ex-Factor" es una canción de soul que funciona como una dolorosa disección de una relación fallida. El acompañamiento está impulsado por progresiones de dos acordes a lo largo de todas sus variaciones melódicas. Su estribillo contiene armonías elevadas.

## Rendimiento comercial
"Ex-Factor", aunque no fue tan exitoso como el sencillo anterior de Hill, "Doo Wop (That Thing)", logró ingresar a varias listas internacionales. Permaneció durante 22 semanas en el Billboard Hot 100 de Estados Unidos, alcanzando el puesto número 21 en la lista del 10 de abril de 1999. La canción llegó al primer lugar en el ranking R&B/Hip-Hop Airplay de EE. UU.

## Impacto cultural

### Covers y samples
A lo largo de los años, la canción ha sido sampleada en "Money Over Suckas" (2012) del rapero Lil B, "Till the Morning" (2014) de la cantante Kehlani y "Show Me" (2014) de Omarion junto a Jeremih. En 2018, "Ex-Factor" volvió a captar el interés del público cuando Drake la sampleó en su exitoso sencillo "Nice for What". Ese mismo año, Cardi B también interpoló la letra de la canción en su sencillo "Be Careful", el cual alcanzó el primer lugar en la lista Billboard Rhythmic Songs.

### Inspiración y tributos
La cineasta Gina Prince-Bythewood declaró que escuchaba "Ex-Factor" mientras escribía el clímax de Love & Basketball (2000), y también la citó como inspiración para su película The Woman King (2022). El actor Jonathan Majors incluyó la canción en su lista de reproducción de preparación de personaje para su interpretación de Kang el Conquistador en Ant-Man and the Wasp: Quantumania (2023), Hailee Steinfeld y Michael B. Jordan también utilizaron la canción para construir el desarrollo emocional de sus personajes en Sinners (2025), el director de la película, Ryan Coogler, elogió la canción como una de sus favoritas. En una entrevista con Nardwuar, Timothée Chalamet elogió una interpretación en vivo de la canción en 2023 como "una de las cosas más hermosas que ha visto en su vida". Jay-Z afirmó que fue esta canción fue una de las inspiraciones para su álbum de 2017, 4:44.

## Listas

### Listas semanales
| Lista (1999)                               | Posición más alta |
| ------------------------------------------ | ----------------- |
| Bélgica (Ultratip Bubbling Under Flanders) | 8                 |
| Europa (European Hot 100 Singles)          | 18                |
| Francia (SNEP)                             | 51                |
| Alemania (GfK)                             | 52                |
| Islandia (Íslenski Listinn Topp 40)        | 3                 |
| Irlanda (IRMA)                             | 19                |
| Italy Airplay (Music & Media)              | 7                 |
| Países Bajos (Dutch Top 40 Tipparade)      | 2                 |
| Países Bajos (Single Top 100)              | 40                |
| Escocia (OCC)                              | 11                |
| Suecia (Sverigetopplistan)                 | 46                |
| Suiza (Schweizer Hitparade)                | 22                |
| UK Singles (OCC)                           | 4                 |
| UK Hip Hop/R&B (OCC)                       | 1                 |
| US Billboard Hot 100                       | 21                |
| US Hot R&B/Hip-Hop Songs (Billboard)       | 7                 |
| US Rhythmic (Billboard)                    | 9                 |

### Lista de fin de año
| Lista (1999)                                    | Posición |
| ----------------------------------------------- | -------- |
| Romania (Romanian Top 100)                      | 77       |
| US Billboard Hot 100                            | 62       |
| US Hot R&B/Hip-Hop Singles & Tracks (Billboard) | 12       |

## Certificaciones
| Región               | Certificaciones | Ventas certificadas |
| -------------------- | --------------- | ------------------- |
| Nueva Zelanda (RMNZ) | 2× Platino      | 60,000              |
| Reino Unido (BPI)    | Platino         | 600,000             |